# Dan Smith (Pokerspieler)
Daniel Steven „Dan“ Smith (* 23. Februar 1989 in Manalapan, New Jersey) ist ein professioneller US-amerikanischer Pokerspieler.
Smith gilt als einer der besten Turnierspieler der Welt. Er hat sich mit Poker bei Live-Turnieren knapp 52,5 Millionen US-Dollar erspielt und steht damit auf Platz 5 der erfolgreichsten Pokerspieler nach Turnierpreisgeldern. Er gewann 2012 die A$100.000 Challenge der Aussie Millions Poker Championship und das Super High Roller der European Poker Tour sowie 2013 das Main Event der World Poker Tour. Im Jahr 2022 sicherte er sich ein Bracelet bei der Heads-Up Championship der World Series of Poker und 2023 den Sieg beim Special Triton Invitational. Der Amerikaner stand im Oktober 2012 erstmals an der Spitze der Pokerweltrangliste und hatte diese Position insgesamt 39 Wochen inne, zuletzt im Juli 2015.

## Kindheit und Ausbildung
Smith war in seiner Jugend ein versierter Schachspieler. Er studierte bis 2007 an der University of Maryland, brach das Studium jedoch aufgrund seiner Pokerkarriere ab. Smith lebt in Las Vegas.

## Pokerkarriere

### Online
Smith spielte bis Mai 2017 online unter den Nicknames Danny98765 (PokerStars) und KingDan23 (Full Tilt Poker). Seine Turniergewinne liegen bei knapp 3 Millionen US-Dollar. Seine beste Platzierung im PokerStake-Ranking, das die besten Onlinepoker-Turnierspieler weltweit listet, erreichte er im Jahr 2013 mit Platz 53. Sein höchstes Preisgeld erhielt Smith Ende Oktober 2012 durch den Sieg bei der Sunday Million auf PokerStars in Höhe von mehr als 200.000 US-Dollar.

### Live

#### 2008–2011: Anfänge
Seine erste Geldplatzierung bei einem Live-Turnier erzielte Smith Ende Juni 2008 bei der Heartland Poker Tour in Verona im US-Bundesstaat New York.  Dort gewann er das Main Event mit einer Siegprämie von mehr als 100.000 US-Dollar. Anfang Januar 2010 belegte der Amerikaner beim Main Event des PokerStars Caribbean Adventures auf den Bahamas den 214. Platz und erhielt 15.000 US-Dollar. Im Mai 2010 war er erstmals bei der World Series of Poker (WSOP) im Rio All-Suite Hotel and Casino am Las Vegas Strip erfolgreich und kam je einmal bei Events der Varianten No Limit Hold’em und Pot Limit Omaha ins Geld. Mitte Mai 2011 wurde Smith beim Main Event der World Poker Tour (WPT) in San José 22. und erhielt 25.800 US-Dollar. Anfang Oktober 2011 spielte Smith bei der European Poker Tour (EPT) in London und sicherte sich durch zwei Finaltische bei Side-Events Preisgelder von rund 200.000 US-Dollar.
Insgesamt hatte Smith bis Jahresende 2011 Turniergewinne von knapp 650.000 US-Dollar aufzuweisen.

#### Seit 2012: Hochdotierte Turniersiege und Weltranglistenerster

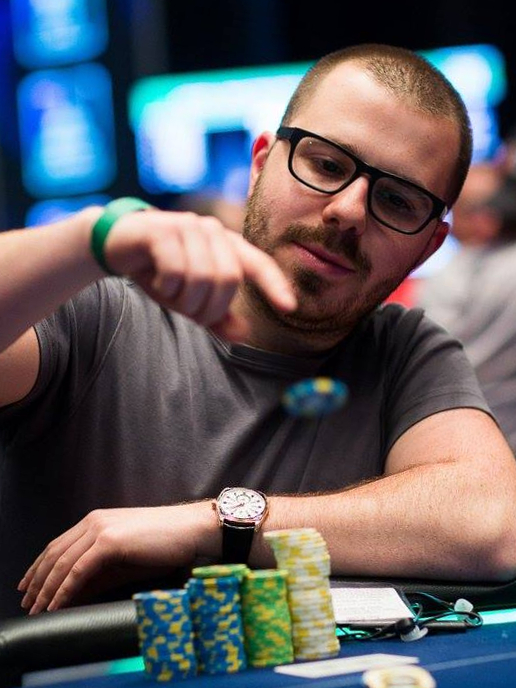
Dan Smith (2016)

Ende Januar 2012 gewann der Amerikaner die A$100.000 Challenge der Aussie Millions Poker Championship in Melbourne und damit sein bis dahin größtes Preisgeld von rund einer Million Australischen Dollar. Bei der WSOP 2012 kam er fünfmal in die Geldränge und erreichte einen Finaltisch. Mitte August 2012 siegte Smith beim Super High Roller der EPT in Barcelona mit einer Siegprämie von knapp einer Million Euro. Im Oktober 2012 übernahm er erstmals die Führung der Pokerweltrangliste und war anschließend bis Jahresende für 9 Wochen in Serie auf Platz 1 gelistet. Im Dezember 2013 gewann der Amerikaner das WPT-Main-Event im Hotel Bellagio am Las Vegas Strip mit einem Hauptpreis von über einer Million US-Dollar. Während der WSOP 2014 sicherte er sich bei einem Super-High-Roller-Turnier im Bellagio den Sieg und erhielt sein bis dahin höchstes Preisgeld von über 2 Millionen US-Dollar. Wenige Wochen später erreichte er beim WSOP-Main-Event 2014 den siebten Turniertag und schied dort auf dem mit knapp 300.000 US-Dollar dotierten 20. Platz aus. Vom 27. August bis 23. Dezember 2014 stand Smith erneut für 17 Wochen in Folge an der Spitze der Pokerweltrangliste und stellte damit den Rekord von Jason Mercier ein, der das Ranking vom 13. Mai bis 10. September 2013 ebenfalls so lang angeführt hatte. Inzwischen wird dieser Rekord von Alex Foxen gehalten. Ende Juni 2015 belegte Smith bei der Pot Limit Omaha Championship der WSOP 2015 den dritten Platz und erhielt rund 370.000 US-Dollar Preisgeld. Bei der WSOP 2016 erreichte er zwei Finaltische. Smith wurde Dritter beim Pot-Limit Omaha High Roller für knapp 500.000 US-Dollar und landete wenige Tage später beim teuersten Event auf dem Turnierplan, dem High Roller for One Drop mit einem Buy-in von 111.111 US-Dollar, hinter Fedor Holz auf dem zweiten Platz. Dafür erhielt Smith ein Preisgeld von mehr als 3 Millionen US-Dollar. Anfang Dezember 2017 gewann er das Super High Roller des Five Diamond World Poker Classic im Bellagio mit einer Siegprämie von rund 1,4 Millionen US-Dollar. Im März 2018 belegte Smith beim Super High Roller Bowl China in Macau den elften Platz und erhielt umgerechnet mehr als 550.000 US-Dollar. Bei der WSOP 2018 erreichte er den Finaltisch der Poker Player’s Championship und wurde Dritter, was ihm rund 520.000 US-Dollar einbrachte. Beim teuersten Event auf dem Turnierplan, dem Big One for One Drop mit einem Buy-in von einer Million US-Dollar, saß der Amerikaner ebenfalls am Finaltisch und belegte erneut den dritten Platz, der ihm ein Preisgeld von 4 Millionen US-Dollar zusicherte. Bei den Poker Masters im Aria Resort & Casino am Las Vegas Strip erreichte er im September 2018 zweimal die Geldränge und gewann Preisgelder von rund 750.000 US-Dollar. Anfang März 2019 wurde Smith beim Main Event der Triton Poker Series im südkoreanischen Jeju-do Dritter und erhielt umgerechnet mehr als 1,7 Millionen US-Dollar. Anfang August 2019 erreichte er beim Triton Million for Charity in London, dem mit einem Buy-in von einer Million Pfund bisher teuersten Pokerturnier weltweit, den Finaltisch und sicherte sich mit seinem dritten Platz sein bisher höchstes Preisgeld von umgerechnet mehr als 8,7 Millionen US-Dollar. Bei der WSOP 2022, die erstmals im Bally’s Las Vegas und Paris Las Vegas ausgespielt wurde, gewann Smith nach Siegen gegen Jake Daniels, László Bujtás, Alex Foxen, Jonathan Jaffe, Dario Sammartino sowie im Finale Christoph Vogelsang die Heads-Up Championship und sicherte sich eine Siegprämie von mehr als 500.000 US-Dollar sowie sein erstes Bracelet. Anfang März 2023 belegte Smith bei der Triton Series in Hội An einen dritten Platz und erhielt rund 750.000 US-Dollar. Bei den US Poker Open im Aria Resort & Casino erreichte er rund vier Wochen später bei den drei teuersten Events jeweils den Finaltisch. Der Amerikaner gewann das neunte Turnier und sicherte sich insgesamt Preisgelder von 736.500 US-Dollar. Mitte Mai 2023 erreichte der Amerikaner bei der Triton Series im nordzyprischen Kyrenia zwei Finaltische und erhielt Auszahlungen von rund 1,4 Millionen US-Dollar. Bei der WSOP 2023 wurde er beim Super High Roller Sechster und mit über 900.000 US-Dollar ausbezahlt. Ende Oktober 2023 gewann Smith das Special Triton Invitational, ein Einladungsturnier der Triton Series in Monte-Carlo mit einem Buy-in von 210.000 US-Dollar. Das Event mit einem Teilnehmerfeld von 58 Spielern war mit knapp 4 Millionen US-Dollar dotiert. Mitte Dezember 2023 belegte der Amerikaner beim Big One for One Drop im Wynn Las Vegas den dritten Rang und erhielt rund 2,8 Millionen US-Dollar.

#### Preisgeldübersicht
Smith steht mit erspielten Preisgeldern von knapp 52,5 Millionen US-Dollar auf Platz 5 der erfolgreichsten Pokerspieler nach Turnierpreisgeldern.
| Jahr   | Preisgeld (in $) | Turniersiege |
| ------ | ---------------- | ------------ |
| 2008   | 132.343          | 1            |
| 2009   | 0                | 0            |
| 2010   | 103.239          | 0            |
| 2011   | 393.356          | 0            |
| 2012   | 3.739.794        | 6            |
| 2013   | 1.309.562        | 1            |
| 2014   | 3.186.313        | 3            |
| 2015   | 1.062.484        | 1            |
| 2016   | 5.200.086        | 4            |
| 2017   | 4.132.737        | 4            |
| 2018   | 6.712.334        | 1            |
| 2019   | 10.770.469       | 0            |
| 2020   | 0                | 0            |
| 2021   | 1.226.606        | 1            |
| 2022   | 1.421.533        | 1            |
| 2023   | 13.047.709       | 1            |
| 2024   | 0                | 0            |
| gesamt | 52.438.565       | 24           |

## Wohltätigkeit
Smith sammelt seit 2014 Spenden für wohltätige Zwecke und eröffnete die Website Double up Drive, die Spendenbeiträge verdoppelt und so bereits rund 25 Millionen US-Dollar für karitative Einrichtungen sammeln konnte. Dem Projekt schlossen sich auch weitere Pokerspieler wie Stephen Chidwick und Matthew Ashton an. Im Jahr 2016 spendete Smith 1,7 Millionen US-Dollar seiner Einnahmen an wohltätige Zwecke und wurde dafür im Februar 2017 in Beverly Hills mit einem American Poker Award ausgezeichnet.